# St Dennis
St Dennis – wieś w Anglii, w Kornwalii. Leży 55 km na północny wschód od miasta Penzance i 357 km na zachód od Londynu. W 2001 miejscowość liczyła 2696 mieszkańców.